# Жан Дегранж
Жан Дегранж (фр. Jean Desgranges, 22 квітня 1929, Персан — 10 березня 1996, Сен-Клу) — французький футболіст, що грав на позиції півзахисника, зокрема за «Ланс» та «СА Парі», а також за національну збірну Франції.

## Клубна кар'єра
У дорослому футболі дебютував 1952 року виступами за команду «СА Парі», в якій провів один сезон, взявши участь в 11 матчах чемпіонату. 
Своєю грою за цю команду привернув увагу представників тренерського штабу клубу «Ланс», до складу якого приєднався 1953 року. Відіграв за команду з Ланса наступні два сезони своєї ігрової кар'єри.
Згодом з 1955 по 1957 рік грав у складі команд «Мец» та «Нант», після чого повернувся до «СА Парі», за який відіграв ще три сезони до завершення професійної кар'єри у 1960 році.

## Виступи за збірну
1953 року провів свою єдину офіційну гру у складі національної збірної Франції, у якій став автором двох із восьми голів своєї команди у ворота національної збірної Люксембургу.
Помер 10 березня 1996 року на 67-му році життя в Сен-Клу.
| Дата       | Місто | Господарі | Результат | Гості      | Турнір            | Голи | Примітки |
| ---------- | ----- | --------- | --------- | ---------- | ----------------- | ---- | -------- |
| 17-12-1953 | Париж | Франція   | 8 – 0     | Люксембург | Відбір до ЧС 1954 | 2    |          |
| Усього     |       | Матчів    | 1         |            | Голів             | 2    |          |